# Ken Robinson
Sir Ken Robinson (4 tháng 3 năm 1950 - 21 tháng 8 năm 2020) là một tác giả người Anh, diễn giả và cố vấn quốc tế về giáo dục nghệ thuật cho các cơ quan chính phủ, phi lợi nhuận, giáo dục và nghệ thuật. Ông là giám đốc của Dự án Nghệ thuật trong Trường học (1985–1989) và Giáo sư Giáo dục Nghệ thuật tại Đại học Warwick (1989–2001), và Giáo sư Danh dự sau khi rời trường đại học. Năm 2003, anh được phong tước hiệp sĩ vì đã phục vụ nghệ thuật.
Xuất thân từ một gia đình thuộc tầng lớp lao động ở Liverpool, vào khoảng tháng 9 năm 2001, Robinson chuyển đến Los Angeles cùng vợ và các con để làm Cố vấn cấp cao cho Chủ tịch của J. Paul Getty Trust.

## Ý tưởng về giáo dục
Robinson gợi ý rằng để tham gia và thành công, giáo dục phải phát triển trên ba mặt trận. Thứ nhất, nó nên thúc đẩy sự đa dạng bằng cách cung cấp một chương trình giảng dạy rộng rãi và khuyến khích cá nhân hóa quá trình học tập. Thứ hai, cần thúc đẩy sự tò mò thông qua giảng dạy sáng tạo, điều này phụ thuộc vào việc đào tạo và phát triển giáo viên chất lượng cao. Cuối cùng, nó nên tập trung vào việc đánh thức sự sáng tạo thông qua các quy trình giáo dục thay thế mà ít chú trọng hơn vào kiểm tra tiêu chuẩn, từ đó trao trách nhiệm xác định khóa học cho từng trường học và giáo viên. Ông tin rằng phần lớn hệ thống giáo dục hiện tại ở Hoa Kỳ khuyến khích sự phù hợp, tuân thủ và tiêu chuẩn hóa hơn là các cách tiếp cận sáng tạo để học tập. Robinson nhấn mạnh rằng chúng ta chỉ có thể thành công nếu chúng ta nhận ra rằng giáo dục là một hệ thống hữu cơ, không phải là một hệ thống máy móc: quản lý trường học thành công là vấn đề tạo ra một bầu không khí hữu ích hơn là "chỉ huy và kiểm soát" .

## Nhận xét
Theo báo Giáo Dục Việt Nam ,
Nền giáo dục nếu chỉ hoàn toàn tập trung vào giảng dạy ngôn ngữ, toán học, khoa học, kỹ thuật, công nghệ mà xem nhẹ hoặc quên hẳn các môn xã hội, nghệ thuật sẽ giết chết sự sáng tạo của học sinh, sinh viên, cũng chính là lực lượng lao động của xã hội. Muốn thúc đẩy năng lực sáng tạo cần thay đổi từ hệ thống giáo dục. Đây chính là quan điểm của Tiến sĩ Ken Robinson, tác giả, nhà giáo dục, chuyên gia về sự sáng tạo nổi tiếng trên toàn thế giới.

Các bài nói chuyện TEDx Talks của ông có hàng chục triệu lượt xem, và nằm trong những bài nói chuyện được xem nhiều nhất trên thế giới. Tiến sĩ Robinson đã và đang tư vấn chiến lược nâng cao năng lực sáng tạo cho nhiều quốc gia trên thế giới như: Vương quốc Anh, Bắc Ireland, Singapore cũng như nhiều bang của Hoa Kỳ.